# Międzynarodowa Federacja Brazylijskiego Jiu-jitsu

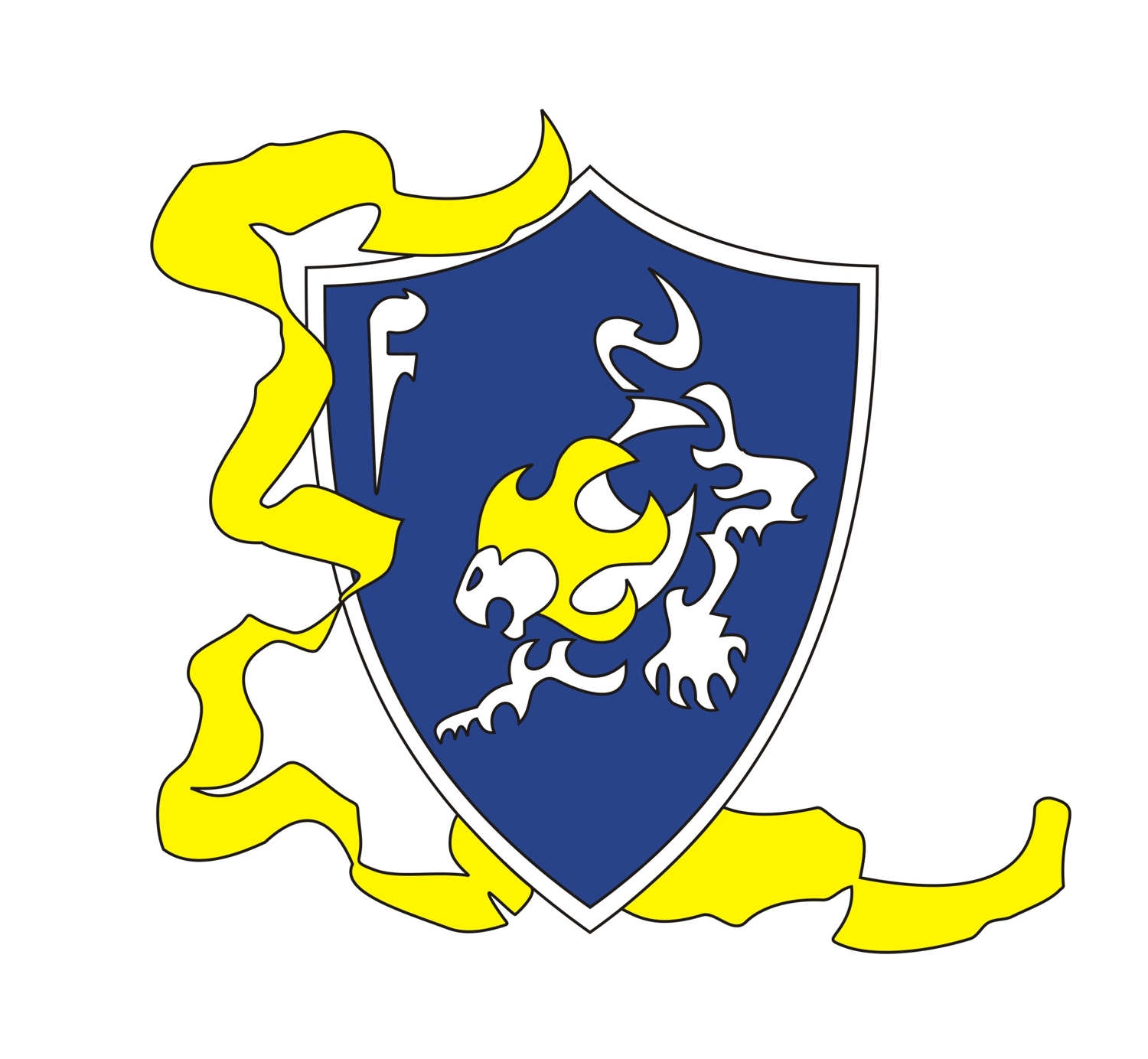
Logo IBJJF

Międzynarodowa Federacja Brazylijskiego Jiu-jitsu (ang International Brazilian Jiu-Jitsu Federation w skrócie IBJJF) – największa organizacja na świecie promująca brazylijskie jiu-jitsu z siedzibą w Rio de Janeiro. Założona w 2002 przez członka rodziny Gracie Carlosa Gracie Jr. IBJJF korzysta z zasad i regulacji przyjętych przez Brazylijską Federację Brazylijskiego Jiu-Jitsu (por Confederação Brasileira de Jiu-Jitsu, CBJJ).

## Rozgrywki
Główne turnieje i zawody organizowane przez IBJJF to m.in.:
- Mistrzostwa Świata
- Mistrzostwa Panamerykańskie
- Mistrzostwa Europy
- Mistrzostwa Azji
- krajowe mistrzostwa Brazylii

Prócz tego organizowanych jest wiele mniejszych regionalnych zawodów na całym świecie pod patronatem IBJJF. Są również prowadzone rankingi w poszczególnych dywizjach w których miejsce jest zależne od posiadanego pasa w brazylijskim jiu-jitsu, a rangi kształtują się następująco:
- białe pasy
- niebieskie pasy
- purpurowe pasy
- brązowe pasy
- czarne pasy

Do tego każda dywizja jest podzielona na męską i żeńską oraz przedziały wiekowe. Miejsce rankingu determinuje liczba punktów zdobytych podczas jednego sezonu, a punkty zdobywane są za wygrywanie poszczególnych zawodów. Czym wyższa ranga zawodów tym więcej punktów do zdobycia. Za zwycięstwo w całym sezonie jest przewidziana nagroda finansowa w postaci 15,000 USD, za drugie miejsce 4,000, a za trzecie 1,000. Zawody odbywają się systemem pucharowym.

## Zasady i reguły
Przedstawione reguły obejmują głównie kategorie seniorskie.
Sposoby wyłonienia zwycięzcy:
- poddanie rywala
- zdobycie większej liczby punktów od rywala
- decyzja sędziów (gdy pojedynek nie wyłoni zwycięzcy a zawodnicy zdobyli po tyle samo punktów, sędzia jako zwycięzcę wskazuje zawodnika aktywniejszego. Przy ocenie aktywności bierze się pod uwagę takie elementy jak: dążenie do wykonania techniki kończących, skuteczne ucieczki z pozycji zagrożonych, lepsza kontrola walki)
- przerwanie przez narożnik
- przerwanie przez sędziego
- utrata przytomności przez rywala (wskutek ciasno zapiętego duszenia)
- dyskwalifikacja

Pojedynek trwa:
- 5 minut - juniorzy, seniorzy (białe pasy) oraz kategoria masters (białe, niebieskie)
- 6 minut - seniorzy (niebieskie) oraz masters (purpurowe, brązowe, czarne)
- 7 minut - seniorzy (purpurowe)
- 8 minut - seniorzy (brązowe)
- 10 minut - seniorzy (czarne)

Techniki punktowane:
- rzut, podcięcie lub inne sprowadzenie do parteru przeciwnika - 2 punkty
- przetoczenie z gardy lub półgardy - 2 pkt
- pozycja z góry z kolanem na brzuchu rywala - 2 pkt
- przejście gardy rywala - 3 pkt
- wejście za plecy przeciwnika - 4 pkt
- kontrola przeciwnika będąc za jego plecami - 4 pkt
- pozycja dosiadająca tzw. dosiad - 4 pkt

Pozycje punktowane są zaliczane, jeżeli zawodnik utrzyma je, co najmniej przez 3 sekundy. Przerwanie lub przejście gardy jest zaliczane, jeżeli zawodnik po przerwaniu lub przejściu gardy utrzyma, przez co najmniej 3 sekundy pozycję dosiadającą, kolano na brzuchu, boczną lub 69 (północ-południe).
Zabronione techniki:
- wszelkie rodzaje uderzeń i kopnięć
- atakowanie palcami oczu, uszu, nosa, ust, szyi, krocza
- chwytanie za krtań, uszy, nos, genitalia, włosy
- gryzienie, szczypanie, dźwignie na stawy palców
- dźwignie skrętne na staw kolanowy i skokowy
- gołe (zakładane bez pomocy kimona) dźwignie na kręgosłup;
- rozbijanie - podnoszenie i upuszczanie przeciwnika o matę, który trzyma zawodnika w gardzie, w duszeniu trójkątnym nogami, założył dźwignię na staw łokciowy oraz trzyma zawodnika w duszeniu gilotynowym
- wszelkie formy niesportowego zachowania.

Zawodnik zostaje ukarany ujemnym punktem, jeżeli:
- unika walki celowo wychodząc poza pole walki
- przetrzymuje pasywnie (nie podejmuje prób wykonania akcji punktowej lub techniki kończącej) swojego przeciwnika w pozycji bocznej, dosiadającej, za plecami lub trzymaniu bocznym przez 10 sekund

Zawodnik zostaje zdyskwalifikowany za:
- celowe wykonanie techniki zabronionej
- niesportowe zachowanie swoje, trenera, klubowych kolegów

Decyzję o dyskwalifikacji podejmuje sędzia główny zawodów na wniosek sędziego walki.

## Kategorie wagowe
Męskie:
- kogucia (-57 kg)
- lekkopiórkowa (-64 kg)
- piórkowa (-70 kg)
- lekka (-76 kg)
- średnia (-82 kg)
- średnio ciężka (-88 kg)
- ciężka (-94 kg)
- superciężka (-100 kg)
- ultraciężka (+100 kg)

Kobiece:
- kogucia (-48 kg)
- lekkopiórkowa (-53 kg)
- piórkowa (-58 kg)
- lekka (-64 kg)
- średnia (-69 kg)
- średnio ciężka (-74 kg)
- ciężka (-80 kg)
- superciężka (+80 kg)

## Najbardziej utytułowani zawodnicy

### Najbardziej utytułowani zawodnicy[8]
Mężczyźni
| L.p. | Zawodnik          |    |   |   | Lata      |
| ---- | ----------------- | -- | - | - | --------- |
| 1.   | Roger Gracie      | 10 | 5 | 0 | 2004-2010 |
| 2.   | Alexandre Ribeiro | 7  | 3 | 5 | 2004-2015 |
| 2.   | Bruno Malfacine   | 7  | 1 | 1 | 2007-2015 |
| 3.   | Marcus Almeida    | 6  | 1 | 1 | 2012-2014 |
| 4.   | Marcelo Garcia    | 5  | 1 | 2 | 2004-2011 |

Kobiety
| L.p. | Zawodnik          |   |   |   | Lata      |
| ---- | ----------------- | - | - | - | --------- |
| 1.   | Gabrielle Garcia  | 9 | 1 | 0 | 2008-2014 |
| 2.   | Michelle Nicolini | 8 | 0 | 0 | 2006-2014 |
| 3.   | Leticia Ribeiro   | 7 | 3 | 4 | 2000-2012 |
| 3.   | Hannette Staack   | 7 | 0 | 0 | 2002-2011 |

Najbardziej utytułowanym Polakiem który zdobywał medale na zawodach IBJJF rangi międzynarodowej jest Mariusz Linke (6x złoto mistrzostw Europy oraz 6x złoto mistrzostw Panamerykańskich).